# Invalidovna (Praha)
Invalidovna je rozsáhlý barokní objekt v Praze 8-Karlíně, čp. 24, stojící vedle parku na adrese Sudkovy sady 1. Byla vybudována Kiliánem Ignácem Dientzenhoferem v letech 1731–1737 po vzoru pařížské Hôtel des Invalides pro válečné invalidy. Od roku 2017 je chráněn jako národní kulturní památka. Od května 2018 je ve správě Národního památkového ústavu a připravuje se rekonstrukce budovy a její využití pro účely výstavní, komunitní a administrativní.

## Dějiny

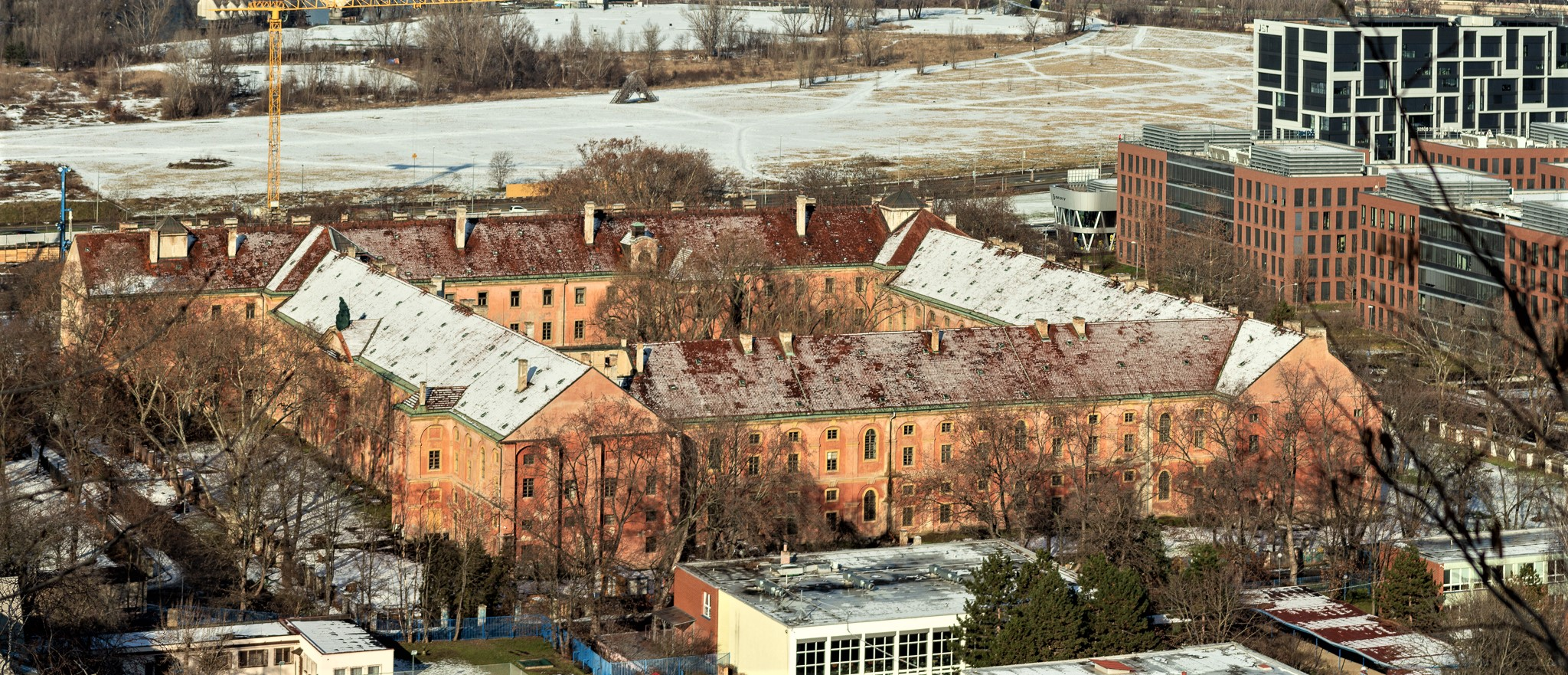
Invalidovna od Vítkova

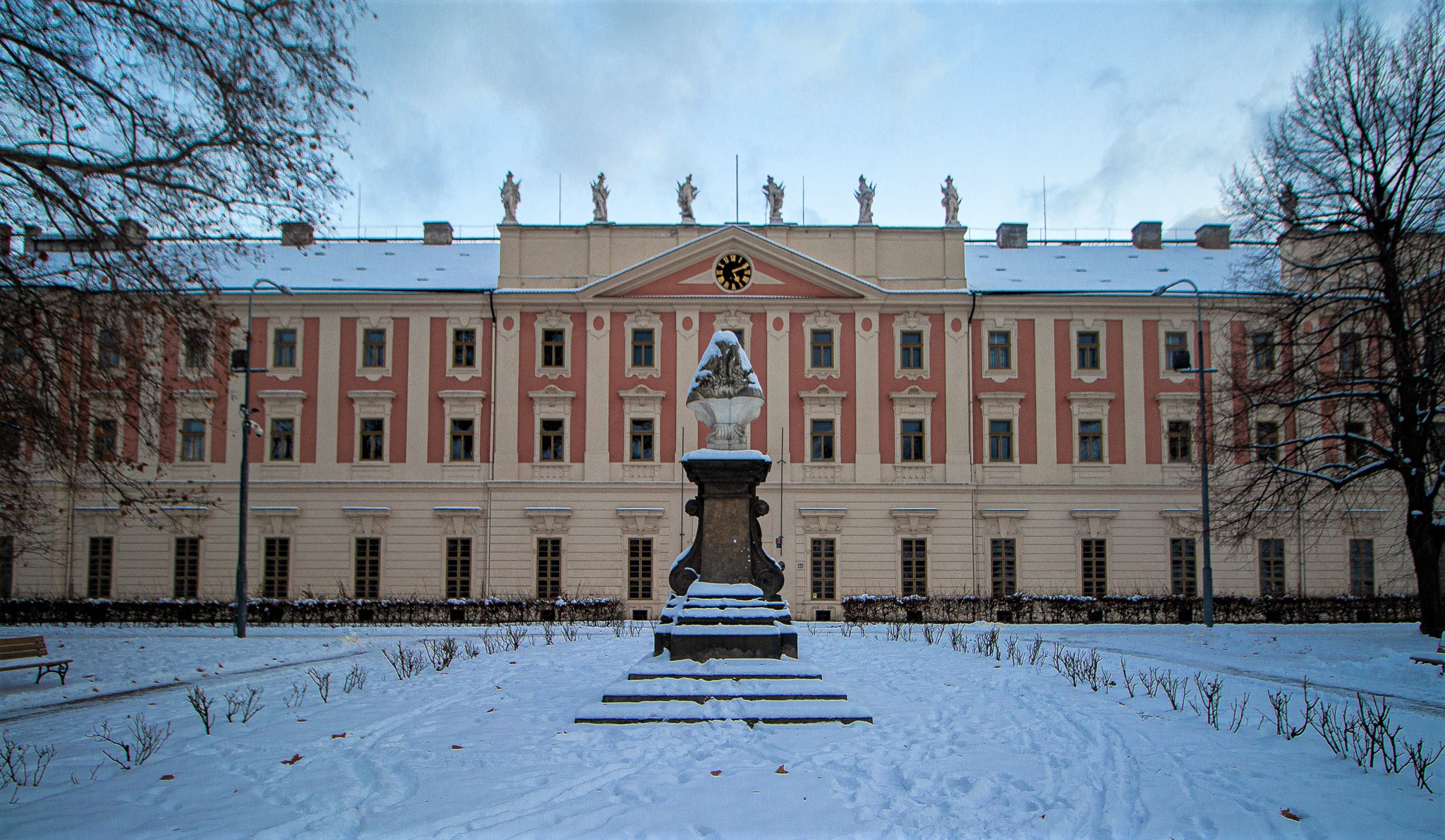
Východní průčelí

Invalidovna v Praze byla projektována podle vzoru pařížské Invalidovny v letech 1731–1737 pro ubytování válečných invalidů. Realizována však byla pouhá 1/9 původního návrhu. Invalidovna byla využívaná jako sídlo Vojenského ústředního archivu. V současné době ji spravuje Úřad pro zastupování státu ve věcech majetkových. Je dlouhodobě ve špatném technickém stavu, který dále zhoršila povodeň v srpnu roku 2002. V okolí budovy se nachází veřejný park nazývaný Kaizlovy sady.
Invalidovna byla poprvé po několika desítkách let zpřístupněna veřejnosti v září 2009 v rámci Dnů evropského kulturního dědictví. V průběhu jediného dne ji navštívilo více než 2 000 lidí.

## Historie Špitálského pole a Invalidovny

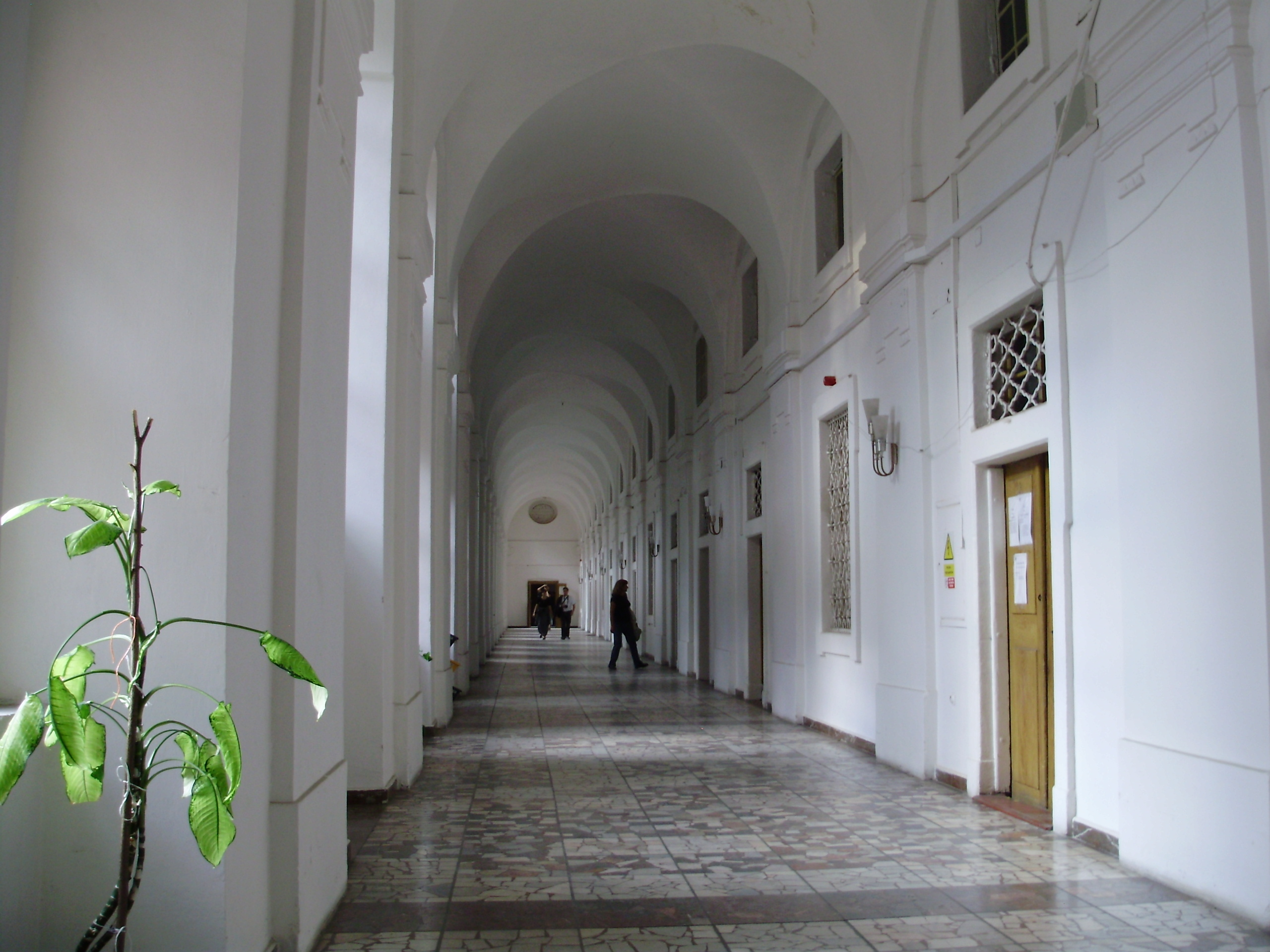
Interiér budovy

Invalidovna stojí na bývalých pozemcích řádu křižovníků s červenou hvězdou. Tyto pozemky jim patřily od poloviny 13. století do 19. století, s výjimkou doby husitské a během třicetileté války. Místu se proto říkalo Špitálsko (podle špitálních bratrů) nebo Zábransko (za městskou bránou). Během morové epidemie v 16. století zde byl vybudován špitál s chudobincem, hřbitovem a kostelem Obrácení svatého Pavla. Za třicetileté války byl špitál i kostel zničen, pak znovu vystavěn, ale během josefínských reforem koncem 18. století opět zrušen. Opuštěný kostel byl v roce 1861 zbořen.
Hrabě Petr Strozzi padl v bitvě s Turky 1664. Ve své závěti ze 3. srpna 1658 ustanovil založení vojenské invalidní nadace Petra hraběte Strozziho. V té měly být vydržováni invalidé, kteří by žili po službách válečných v Hořicích. Budova Invalidovny byla postavena až na podnět císaře Karla VI. roku 1735, nebylo však dodrženo původní zamýšlené místo uvedené v závěti hraběte a budova se místo východočeských Hořic ocitla na pražském Karlíně. Půdorysné dispozice vytvořil vídeňský architekt Josef Emanuel Fischer z Erlachu, samotný projekt je dílem Kiliána Ignáce Dientzenhofera.
Základní kámen byl položen za účasti císaře Karla VI. 15. srpna 1732 (v té době však byla budova již rok rozestavěna). Projekt původně počítal s ubytováním pro 4 000 invalidů s rodinami. Do smrti císaře Karla VI. v roce 1740 byla realizována pouhá 1/9 původního projektu. Současně s Invalidovnou vznikl i vojenský hřbitov.

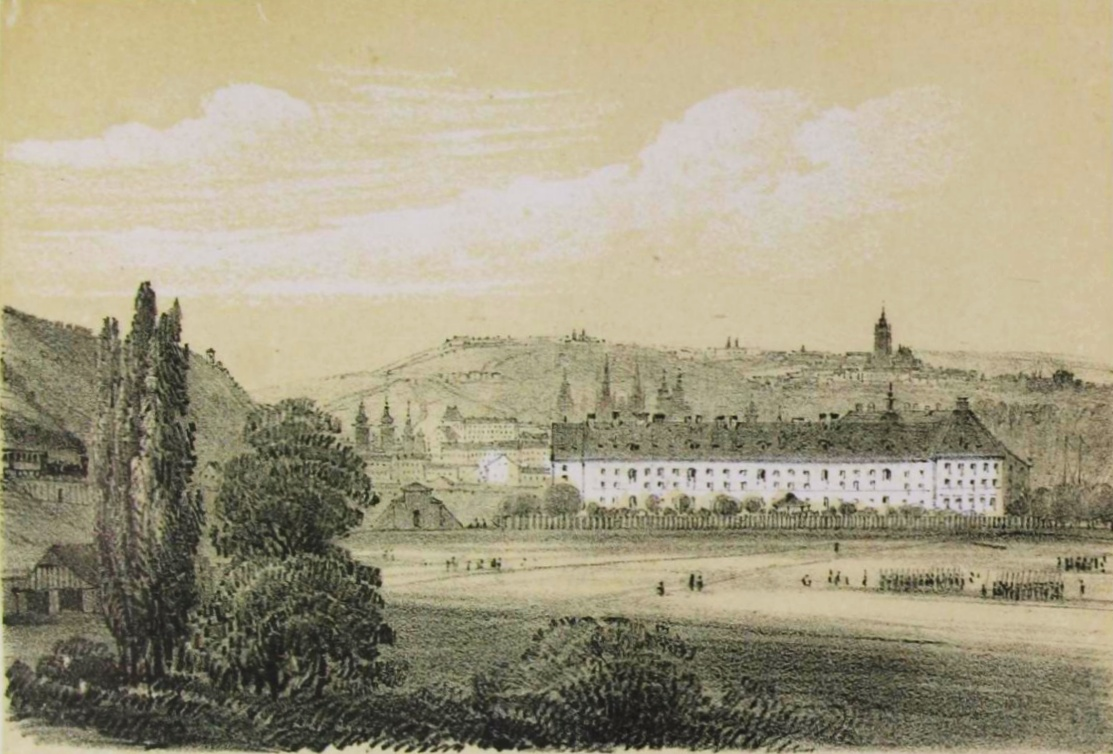
Invalidovna v roce 1845

Invalidovna byla na základě přání jejího zakladatele provozována pražským arcibiskupstvím. V roce 1814 formálně přešla do správy nově vzniklého Všeobecného invalidního fondu. V 80. letech 19. století byla Strozziho nadace obnovena a začal nový rozmach budovy. Vedle řady dispozičních změn se pozornost nadace soustředila na terénní úpravy a sochařskou výzdobu. V nikách vestibulu byly umístěny plastiky generálů Matyáše Gallase a Bianchiniho od sochaře Tomáše Seidana. V parku před hlavním průčelím byl vztyčen pomník ženistům, kteří položili život při záchraně civilního obyvatelstva při povodni v roce 1890. O osm let později zde byla odhalena busta Petra Strozziho vytesaná Mořicem Černilem.
Po první světové válce zde sídlila Družina československých válečných poškozenců. V roce 1919 s ohledem na pokles počtu invalidů byly do Invalidovny přestěhovány některé exponáty Vojenského muzea. Po roce 1920 došlo na základě projektu architektů Josefa Vejrycha a Viktora Beneše k rozsáhlé přestavbě, během které mj. došlo k elektrifikaci budovy.

## Současnost
Do roku 2014 patřila Invalidovna Ministerstvu obrany ČR. Sídlil tu Vojenský historický archiv a Vojenský ústřední archiv. Po jejich odstěhování do nového archivního areálu v Ruzyni budova přešla do správy Úřadu pro zastupování státu ve věcech majetkových, který připravoval privatizaci Invalidovny. Proti prodeji protestovala jak odborná veřejnost, tak místostarosta Prahy 8 Petr Vilgus. Proti dražbě se zvedl odpor i mezi některými akademiky a architekty.
Přes tento tlak aukce s vyvolávací cenou 637,7 milionu korun přece jen proběhla, žádný zájemce se však nepřihlásil. O budovu projevil zájem Národní památkový ústav, který začal vyjednávat o podmínkách převodu budovy na tuto příspěvkovou organizaci Ministerstva kultury. Vizi pro nové využití budovy představil jak NPÚ, tak radnice Prahy 8, které jednají ve shodě.
V roce 2017 byla Invalidovna zařazena mezi nejhodnotnější a nejpřísněji chráněné památky – na seznam národních kulturních památek.
Protože ani rok a půl od zahájení jednání mezi ÚZSVM a NPÚ nedošlo k dohodě, místostarosta Vilgus vyzval ministryni financí Alenu Schillerovou, aby se do celé věci vložila a převod budovy do rukou kompetentního vlastníka urychlila.
Převod Invalidovny na NPÚ a přidělení jedné miliardy korun na rekonstrukci bylo potvrzeno premiérem Andrejem Babišem při návštěvě Invalidovny 12. 3. 2018. Místní radnice toto uvítala. Místostarosta Vilgus vyjádřil svou představu, jak by měla být budova využita: "Podporuji vizi, že se v Invalidovně potká několik forem využití. Budu prosazovat využití pro účely výstavní (muzeum rakousko-uherské minulosti, vojenské muzeum, galerie se vztahem k období rakousko-uherské monarchie), galerijní (s odkazem na mistra české fotografie Josefa Sudka, který se v Invalidovně po zranění v 1. světové válce rekvalifikoval na fotografa) nebo vzdělávací (vysokoškolské pracoviště zaměřené na architekturu, restaurátorství nebo sochařskou a malířskou tvorbu). V neposlední řadě je třeba myslet na to, aby tato památka skutečně žila. Aby lidé měli důvod ji často navštěvovat. Invalidovna by se měla otevřít karlínské a pražské občanské společnosti, měla by nabídnout prostor pro umělce všech oborů, pro školy i kroužky domu dětí a mládeže, pro drobný obchod a služby." 
Projekt, se kterým NPÚ usiloval o získání Invalidovny a který se od jara 2018 připravuje k realizaci, byl zveřejněn na stránce www.invalidovna-praha.cz.
Dne 18. května 2018 byla Invalidovna svěřena do správy NPÚ.
Ve dnech 19. a 20. května 2018 byla po dlouhé době část komplexu zpřístupněna veřejnosti v rámci festivalu Open House Praha.

## Zajímavosti z historie
Na jaře roku 1775 došlo na okolních pozemcích nazývaných Špitálské pole ke srážce účastníků selské bouře s vojskem. Vůdce povstání, Miran z Přezletic, byl 29. března 1775 u Invalidovny oběšen.
Před hlavním vchodem u ulice Sokolovská stojí pomník ve tvaru malého obelisku připomínající tragédii ze 3. září roku 1890, kdy při povodni na Vltavě tragicky zahynulo 29 rakouských vojáků. Píše se zde: Na památku zákopníků bývalého rak.-uh. 3. pol. praporu dne 3. září 1890 při vykonávání služby své ve vlnách rozvodněné Vltavy zahynulých.
Mezi roky 1922–1927 zde vytvořil své rané dílo významný český fotograf, představitel meziválečné avantgardy, Josef Sudek. V Invalidovně pobýval řadu let poté, co v první světové válce na italské frontě přišel o pravou ruku.
Režisér Miloš Forman zde natáčel některé scény oscarového filmu Amadeus. Invalidovna se objevila i ve filmech Hellboy, Doktor Živago a dalších.
Na návrh zastupitele Prahy 8 a historika fotografie Petra Vilguse došlo v srpnu 2022 k pojmenování parku před karlínskou Invalidovnou. Nese název Sudkovy sady.

## Další užití názvu v okolí
Podle Invalidovny je pojmenováno Sídliště Invalidovna a blízká stanice metra.

## Fotogalerie

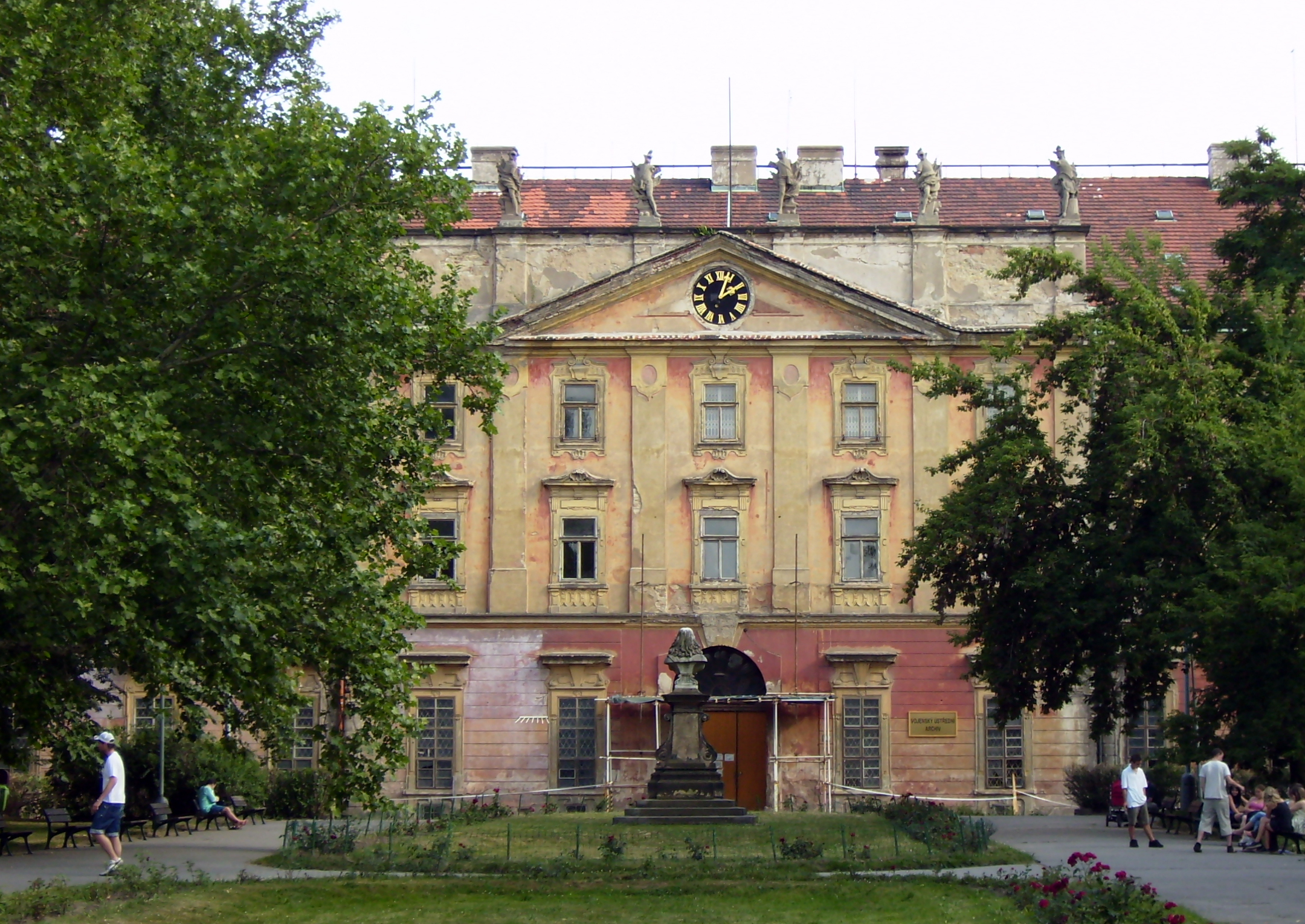
Karlínská invalidovna před opravou
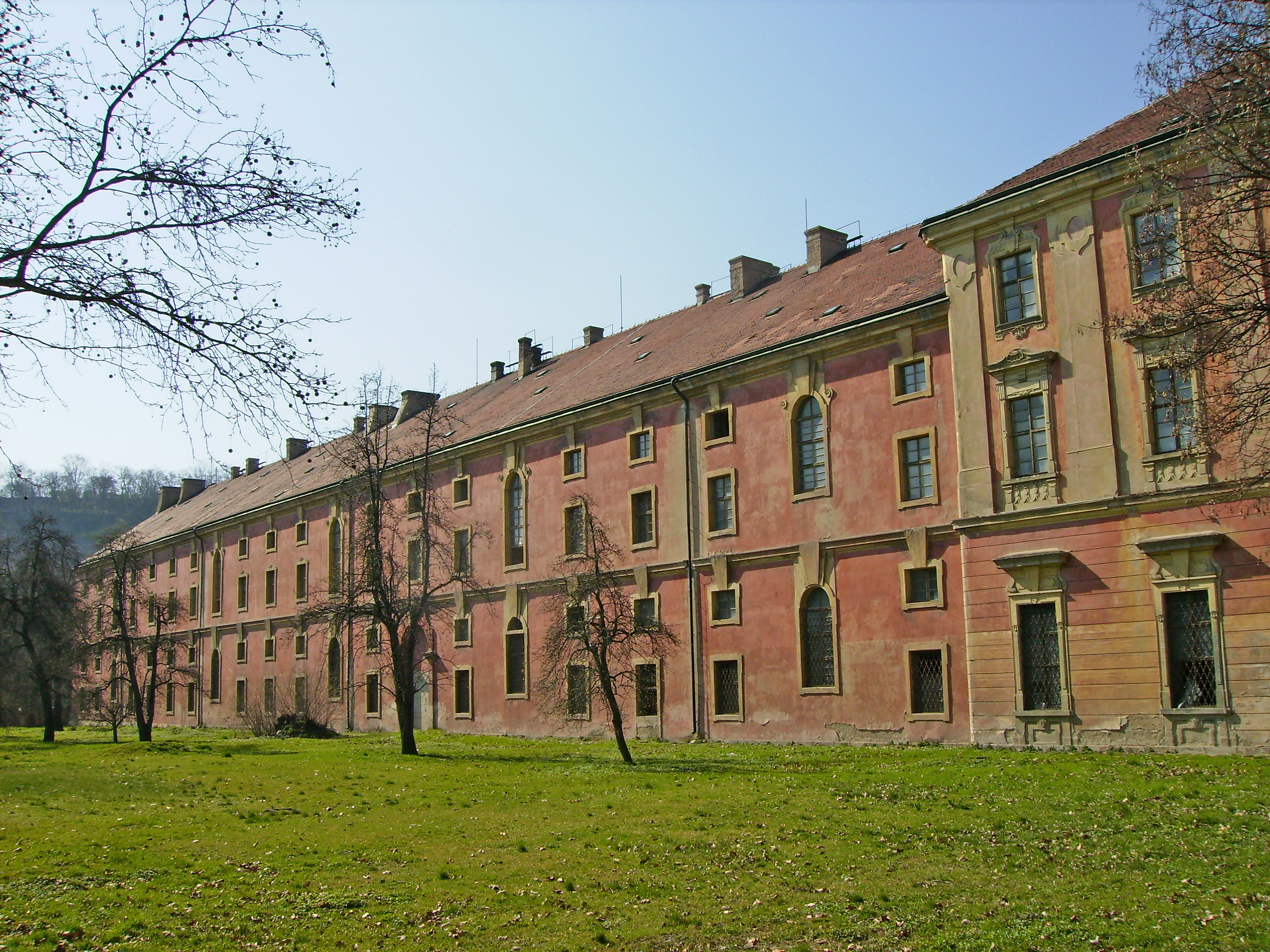
Invalidovna z východní strany
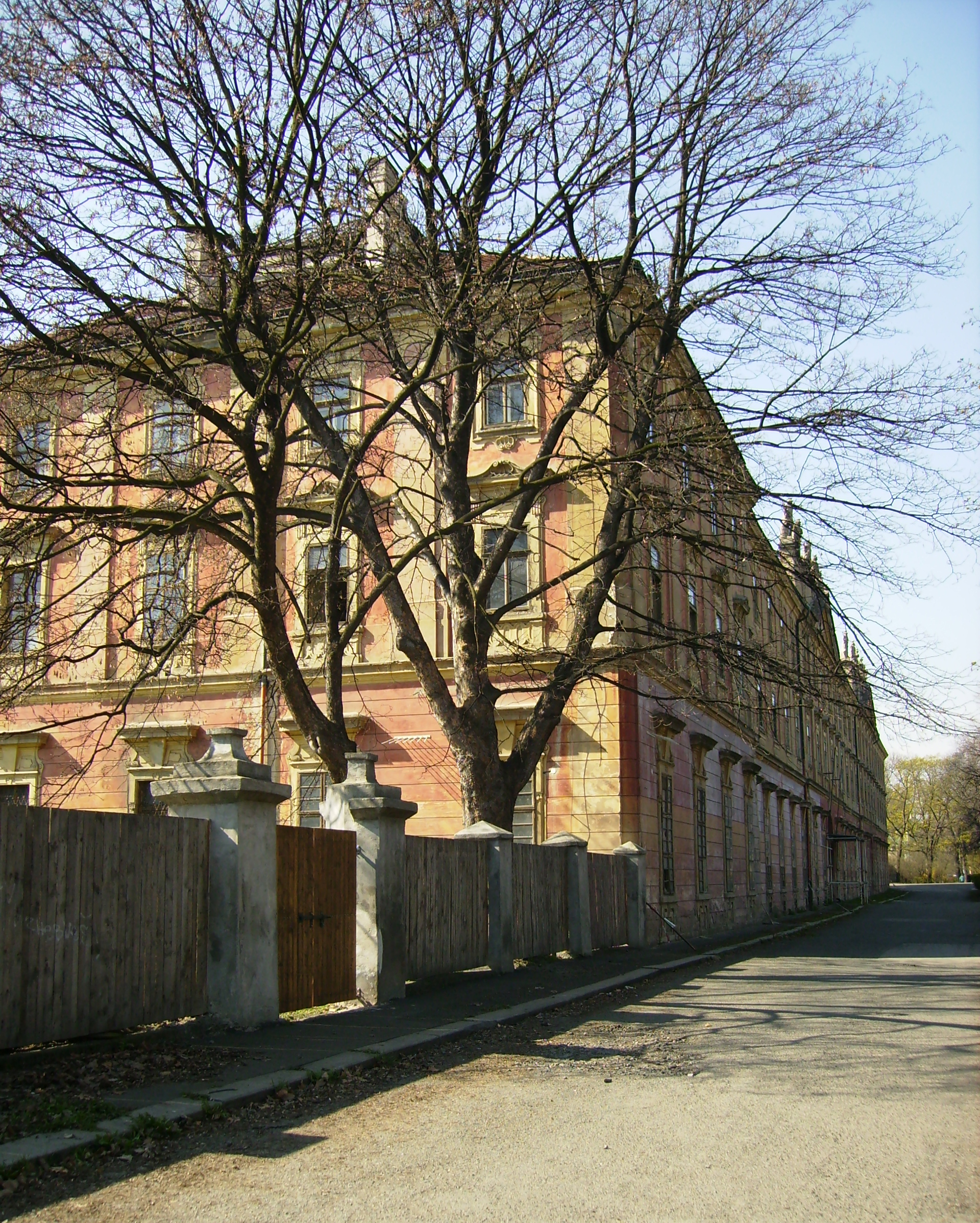
Invalidovna z východní strany
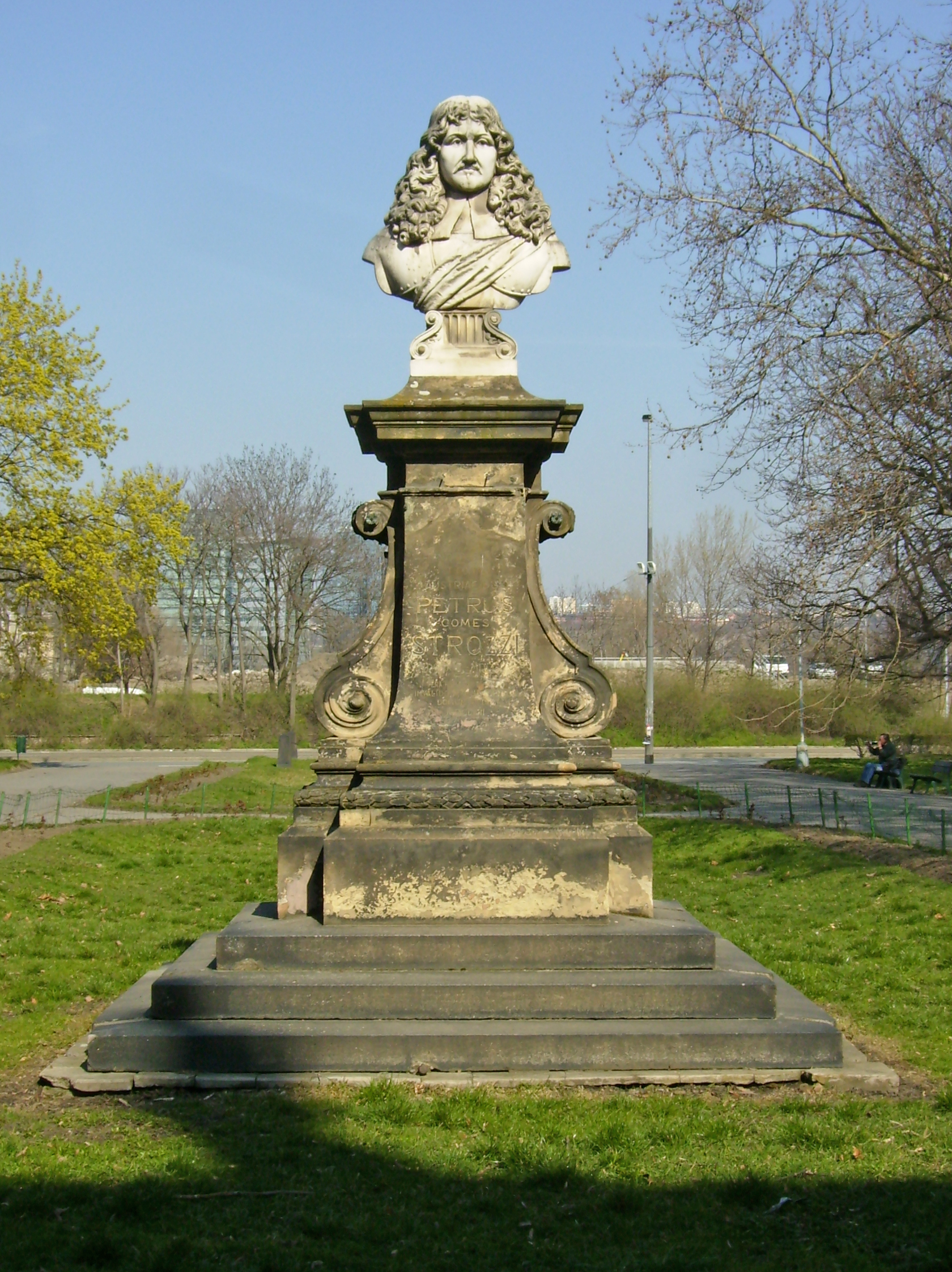
Strozziho pomník před Invalidovnou
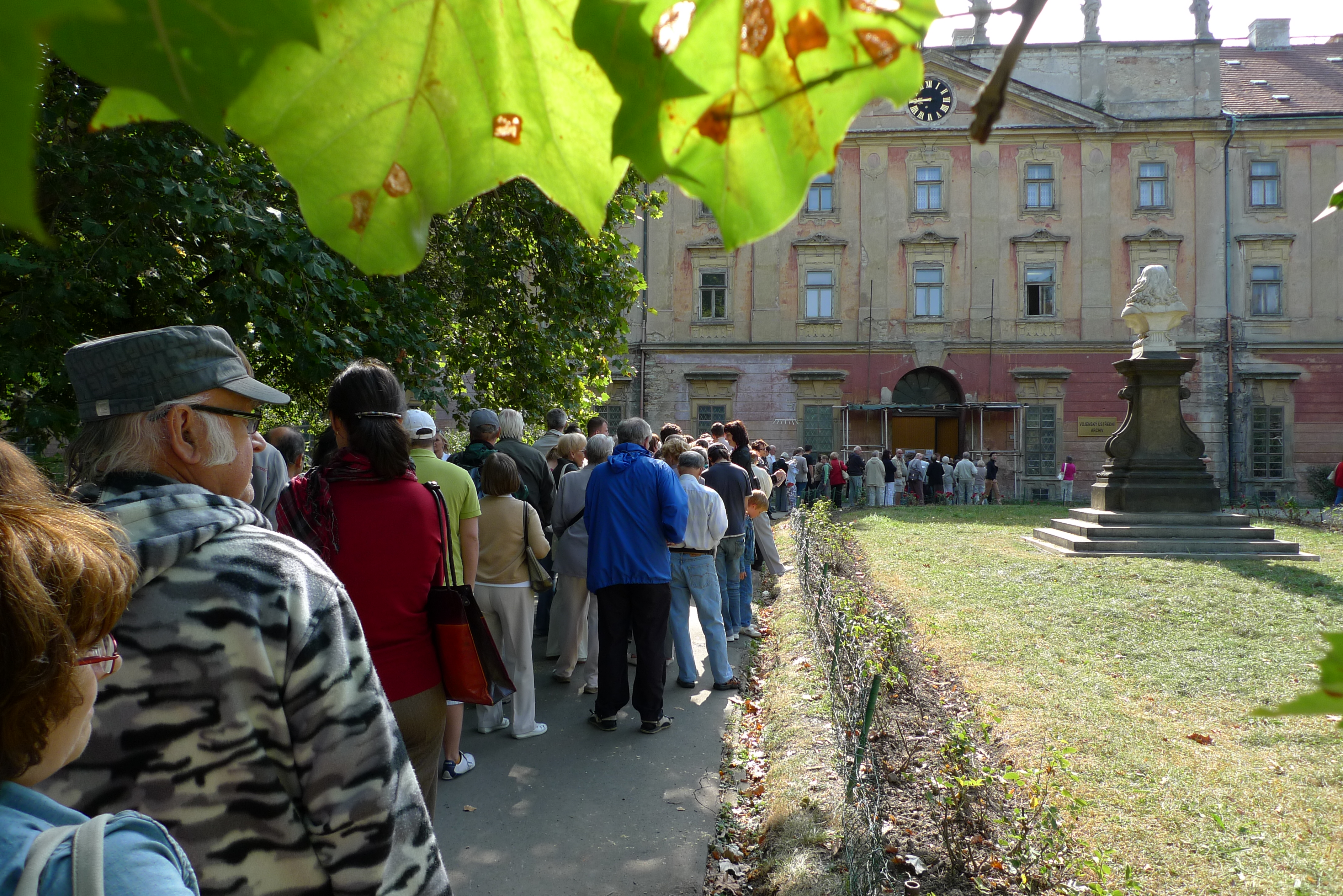
Dny evropského dědictví v září 2009 – první den otevřených dveří
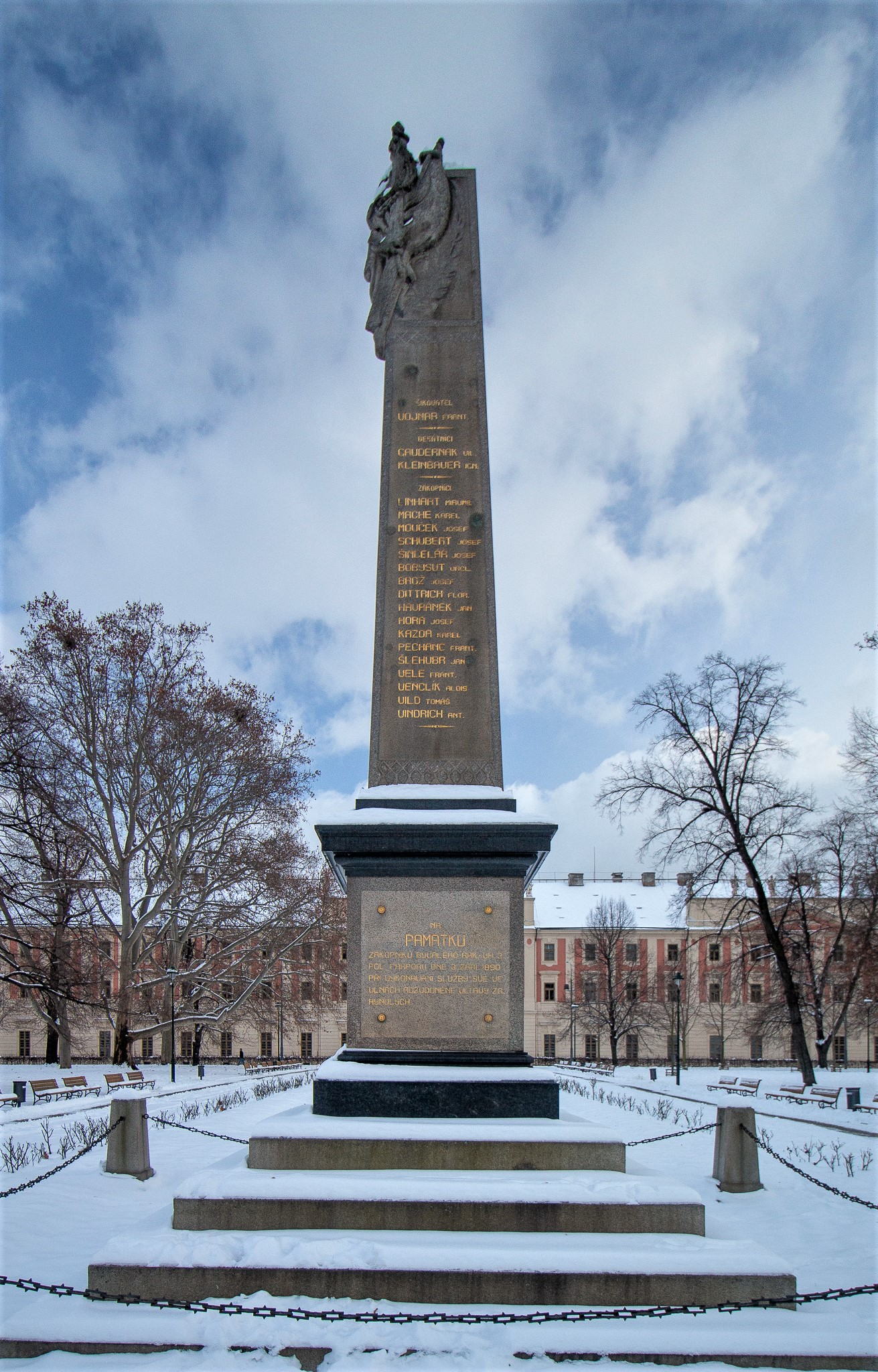
Pomník utonulým vojákům před budovou pražské invalidovny
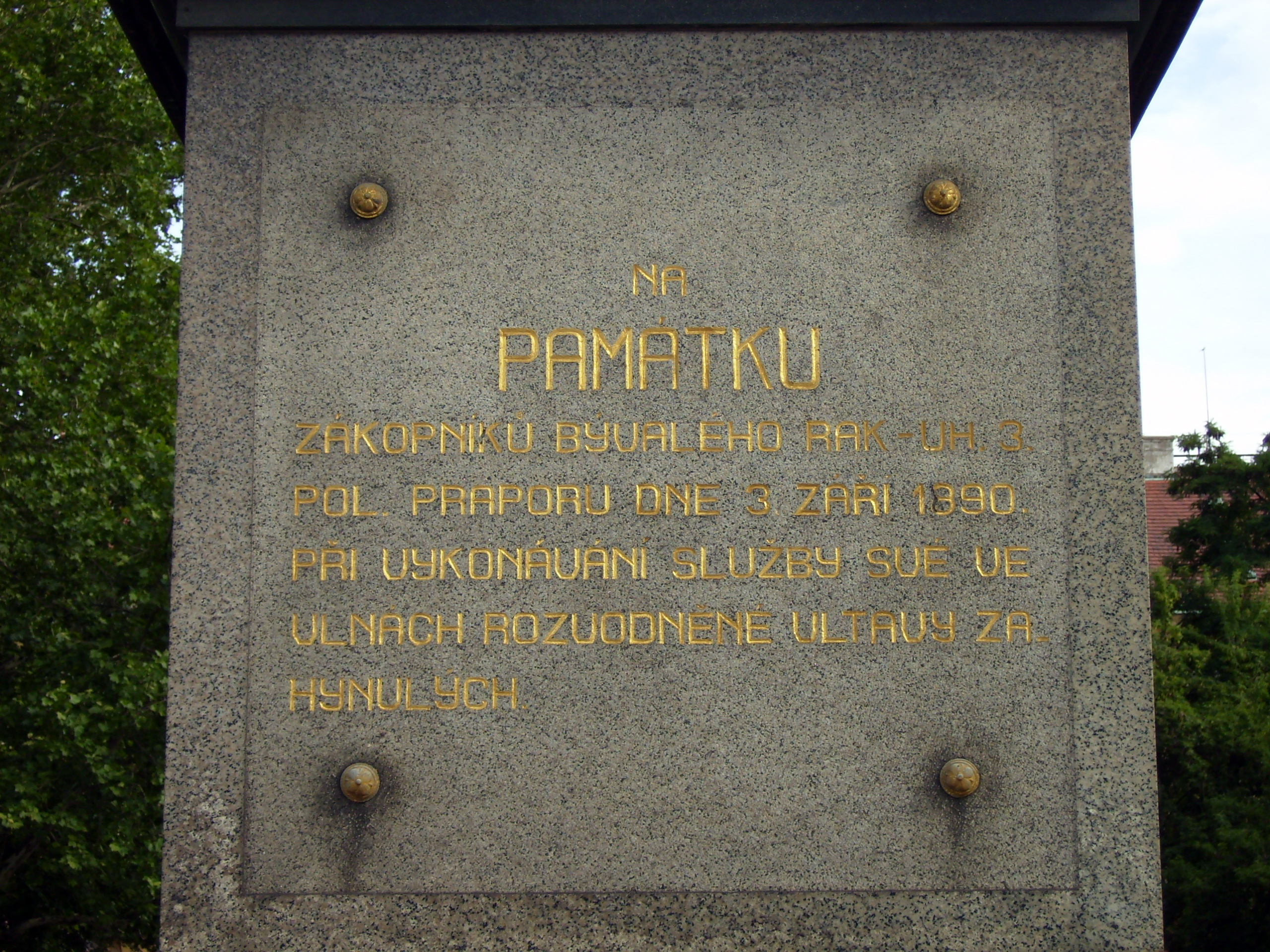
Pomník utonulým vojákům před budovou pražské invalidovny - detail
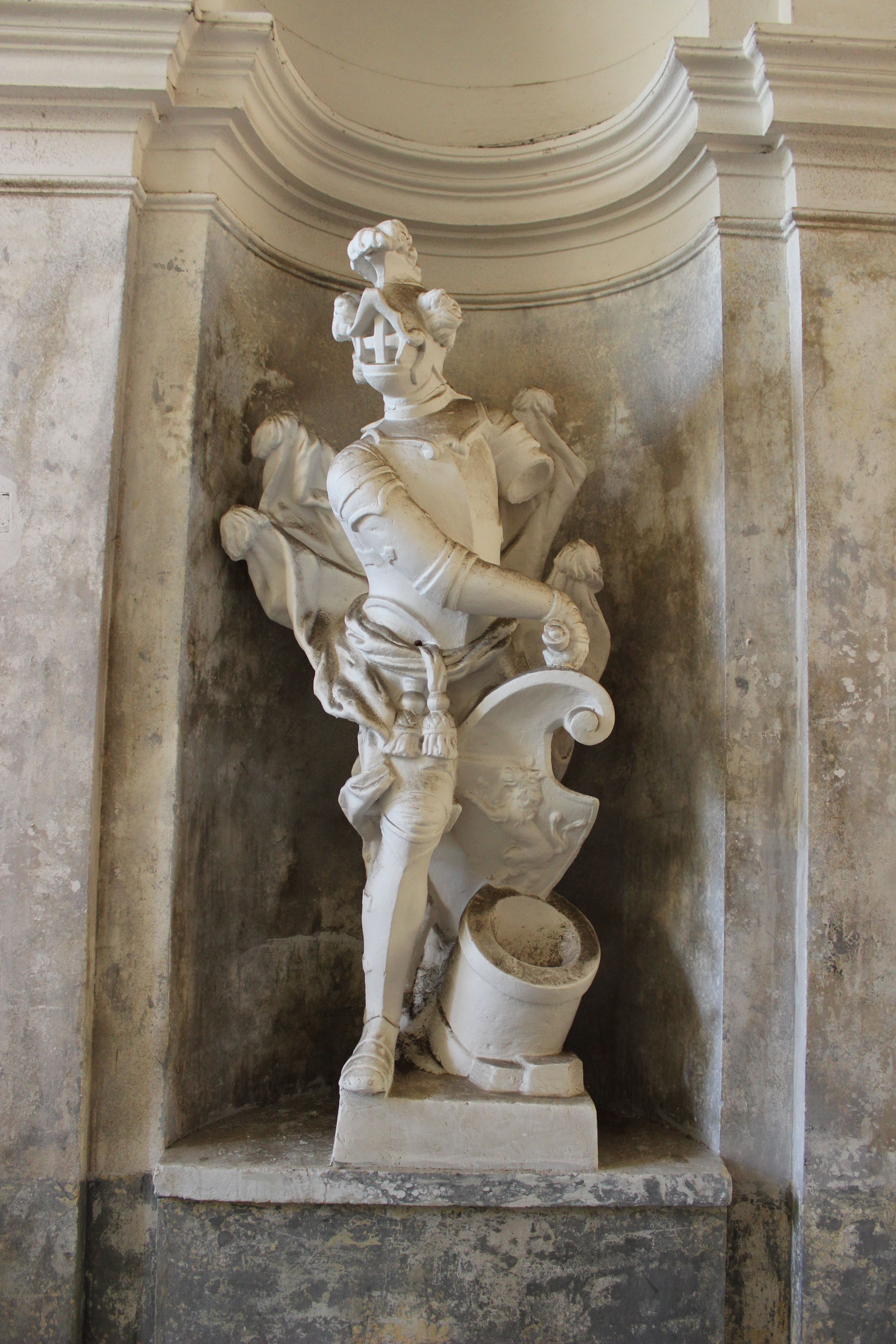
Alegorická socha invalidy